# Diócesis de Kabale
La diócesis de Kabale (en latín: Dioecesis Kabalena y en inglés: Roman Catholic Diocese of Kabale) es una circunscripción eclesiástica de la Iglesia católica en Uganda. Se trata de una diócesis latina, sufragánea de la arquidiócesis de Mbarara. Desde el 15 de marzo de 2003 su obispo es Callistus Rubaramira.

## Territorio y organización
La diócesis tiene 5330 km² y extiende su jurisdicción sobre los fieles católicos de rito latino residentes en los distritos de Kabale, Kanungu y Kisoro en la región Occidental.
La sede de la diócesis se encuentra en la ciudad de Kabale, en donde se halla la Catedral de Nuestra Señora del Buen Pastor.
En 2021 en la diócesis existían 34 parroquias.

## Historia
La diócesis fue erigida el 1 de febrero de 1966 con la bula Quod Sacrum Consilium del papa Pablo VI, obteniendo el territorio de la diócesis de Mbarara (hoy arquidiócesis).
Originalmente sufragánea de la arquidiócesis de Rubaga (hoy arquidiócesis de Kampala), el 2 de enero de 1999 pasó a formar parte de la provincia eclesiástica de la arquidiócesis de Mbarara.

## Estadísticas
Según el Anuario Pontificio 2022 la diócesis tenía a fines de 2021 un total de 995 000 fieles bautizados.
| Año                                                                             | Población            | Población | Población      | Sacerdotes | Sacerdotes    | Sacerdotes    | Bautizados por sacerdote | Diáconos permanentes | Religiosos | Religiosos | Parroquias |
| Año                                                                             | Bautizados católicos | Total     | % de católicos | Total      | Clero secular | Clero regular | Bautizados por sacerdote | Diáconos permanentes | Varones    | Mujeres    | Parroquias |
| ------------------------------------------------------------------------------- | -------------------- | --------- | -------------- | ---------- | ------------- | ------------- | ------------------------ | -------------------- | ---------- | ---------- | ---------- |
| 1970                                                                            | 207 081              | 642 216   | 32.2           | 51         | 20            | 31            | 4060                     |                      | 37         | 60         | 14         |
| 1980                                                                            | 269 204              | 800 000   | 33.7           | 51         | 38            | 13            | 5278                     |                      | 15         | 64         | 16         |
| 1990                                                                            | 439 000              | 984 000   | 44.6           | 77         | 66            | 11            | 5701                     |                      | 19         | 101        | 24         |
| 1999                                                                            | 585 000              | 1 200 000 | 48.8           | 106        | 95            | 11            | 5518                     |                      | 15         | 98         | 28         |
| 2000                                                                            | 595 000              | 1 440 000 | 41.3           | 107        | 95            | 12            | 5560                     |                      | 16         | 160        | 28         |
| 2001                                                                            | 606 900              | 1 468 800 | 41.3           | 97         | 85            | 12            | 6256                     |                      | 16         | 164        | 28         |
| 2002                                                                            | 619 038              | 1 498 176 | 41.3           | 98         | 85            | 13            | 6316                     |                      | 19         | 184        | 28         |
| 2003                                                                            | 641 270              | 1 305 001 | 49.1           | 88         | 77            | 11            | 7287                     |                      | 17         | 174        | 28         |
| 2004                                                                            | 693 530              | 1 541 176 | 45.0           | 89         | 76            | 13            | 7792                     |                      | 75         | 63         | 28         |
| 2006                                                                            | 703 781              | 1 564 305 | 45.0           | 90         | 80            | 10            | 7819                     |                      | 50         | 98         | 28         |
| 2007                                                                            | 706 679              | 1 566 113 | 45.1           | 91         | 82            | 9             | 7765                     | 1                    | 42         | 118        | 29         |
| 2013                                                                            | 789 132              | 1 723 716 | 45.8           | 107        | 94            | 13            | 7375                     |                      | 71         | 76         | 30         |
| 2016                                                                            | 827 122              | 1 800 360 | 45.9           | 111        | 99            | 12            | 7451                     |                      | 87         | 18         | 33         |
| 2019                                                                            | 877 345              | 1 921 160 | 45.7           | 119        | 105           | 14            | 7372                     |                      | 84         | 18         | 33         |
| 2021                                                                            | 995 000              | 1 992 400 | 49.9           | 121        | 112           | 9             | 8223                     |                      | 69         |            | 34         |
| Fuente: Catholic-Hierarchy, que a su vez toma los datos del Anuario Pontificio. |                      |           |                |            |               |               |                          |                      |            |            |            |

## Episcopologio
- Barnabas Rugwizangonga Halem 'Imana † (29 de mayo de 1969- 15 de julio de 1994 renunció)
- Robert Marie Gay, M.Afr. † (11 de enero de 1996-15 de marzo de 2003 retirado)
- Callistus Rubaramira, desde el 15 de marzo de 2003